# F.A.I.X.A.
F.A.I.X.A. é um super-herói fictício do Universo DC, criado por Jerry Siegel e Hal Sherman.

## Origem
Em 1940, Pat Dugan tornou-se o super-herói Faixa para ajudar seu chefe, o jovem milionário Sylvester Pemberton, a combater o crime como o Sideral. Eles participaram dos Sete Soldados da Vitória e do Comando Invencível e eventualmente ficaram perdidos no tempo após um confronto com uma criatura chamada Nebula, de onde foram resgatados pela Liga da Justiça e a Sociedade da Justiça. Pemberton decidiu continuar agindo como um super-herói, enquanto Dugan se aposentou, agindo apenas como mecânico da Corporação Infinito, uma equipe criada por Pemberton, agora conhecido como Celestial. Nessa época, ele conheceu, se apaixonou e se casou com Bárbara Whitmore, com quem se mudou de Los Angeles para Blue Valley, em Nebraska.
Desde a morte de Pemberton em uma missão, Dugan guardava seu traje e seu Cinturão Cósmico em uma caixa, que foi eventualmente encontrada por sua enteada, Courtney Whitmore, que usou-o para tornar-se a nova Sideral e irritar seu padrasto. Incapaz de impedi-la de usar o Cinturão Cósmico, Pat criou o F.A.I.X.A., um traje robótico altamente avançado programado para seguir e proteger Courtney.
Com o passar do tempo, Courtney e Pat ficaram mais próximos e ele chegou a tornar-se membro-reserva e mecânico da Sociedade da Justiça da América à pedido da filha.